# Waves (Carolina do Norte)
Waves é um lugar designado pelo censo do condado de Dare no estado estadounidense da Carolina do Norte. É a Hatteras Island, uma parte de Carolina do Norte Outer Banks.